# Блу Рапидс (Канзас)
Блу Рапидс (енгл. Blue Rapids) град је у америчкој савезној држави Канзас.

## Демографија
По попису из 2010. године број становника је 1.019, што је 69 (-6,3%) становника мање него 2000. године.
| Група             | 2000.         | 2010.       |
| Белци             | 1.064 (97,8%) | 982 (96,4%) |
| Афроамериканци    | 2 (0,2%)      | 3 (0,3%)    |
| Азијати           | 1 (0,1%)      | 0 (0,0%)    |
| Хиспаноамериканци | 6 (0,6%)      | 14 (1,4%)   |
| Укупно            | 1.088         | 1.019       |